# Army of the Potomac (Union)

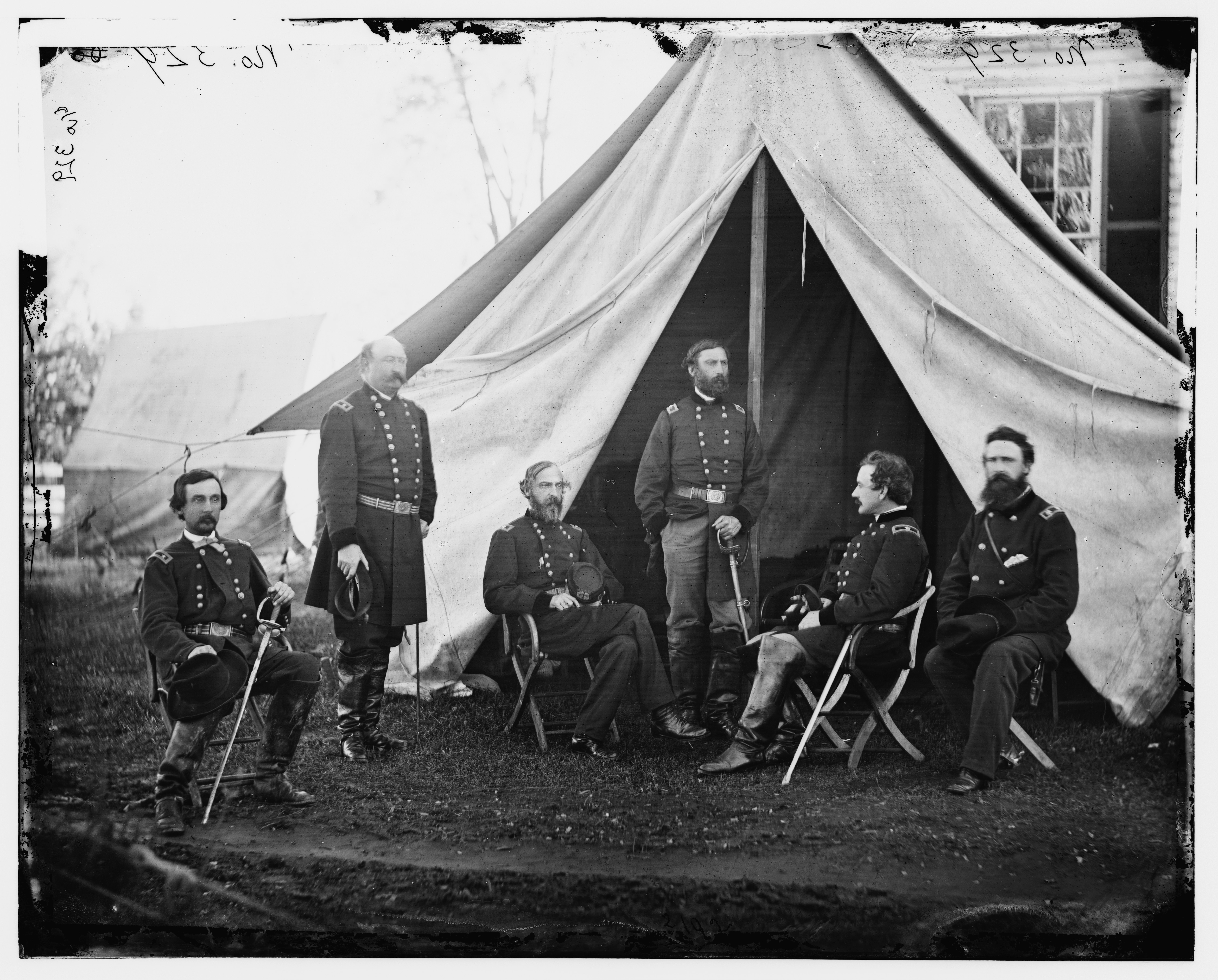
Generäle der Army of the Potomac in Culpeper, Virginia im September 1863 (v. l. n. r.): Kemble Warren, William H. French, George G. Meade, Henry Jackson Hunt, Andrew A. Humphreys und George Sykes

Die Army of the Potomac (Potomac-Armee) war der größte Großverband der United States Army im Sezessionskrieg. Während des Bürgerkrieges war es Brauch, größere Armeeeinheiten nach den Bereichen zu benennen, in denen sie hauptsächlich aktiv waren. Die Potomac-Armee war hauptsächlich rund um Washington, D.C. eingesetzt. Deshalb wurde hier der Name des Flusses Potomac gewählt. Der zwischen 1861 und 1865 eingesetzte Großverband hatte vier Oberbefehlshaber.

## Geschichte
Am 25. Juli 1861, wenige Tage nach der Niederlage der Unionsarmee in der Ersten Schlacht am Bull Run, erließ das Kriegsministerium die Generalorder Nr. 47, mit denen das Department of Northeastern Virginia mit dem Department of Washington zusammengelegt wurde, um die Division of the Potomac zu gründen. Drei Wochen später, am 17. August, erließ Generalleutnant Winfield Scott die Generalorder Nr. 15 und kündigte eine weitere Konsolidierung und die Schaffung der Army of the Potomac an. Am 20. August übernahm Generalmajor George B. McClellan das Kommando über die Army of the Potomac, bestehend aus den Truppen, die in den ehemaligen Departements Washington und Nordost-Virginia im Shenandoahtal dienen. Die Wehrbereiche und Wehrbezirke Shenandoahtal, Maryland und Delaware erweiterten am 17. August das Kommando und der Befehlshaber McClellan erhielt den Auftrag, die Aufstellung der Divisionen und Brigaden fortzuführen. Am 20. August befahl er erste Maßnahmen zur Aufstellung der Potomac-Armee. Im März 1862 wurden die Divisionen zu mehreren Armeekorps zusammengefasst.
Der letzte Oberbefehlshaber war Generalmajor George G. Meade, der im Juni 1863 ernannt worden war, nur Tage bevor die Potomac-Armee eine ihrer wichtigsten Schlachten zu schlagen hatte, die Schlacht von Gettysburg.
Als Generalleutnant Ulysses S. Grant 1864 zum Oberbefehlshaber des Heeres ernannt wurde, schlug er sein Hauptquartier bei der Potomac-Armee auf. Grant griff jedoch nicht in die Führung der Potomac-Armee ein, sondern gab nur dem Oberbefehlshaber der Armee wie allen anderen Armeeoberbefehlshabern Weisungen.
Vier Kommandierende Generale der Potomac-Armee fielen im Feld: Jesse L. Reno († 14. September 1862), Joseph K. F. Mansfield († 18. September 1862), John F. Reynolds († 1. Juli 1863) und John Sedgwick († 9. Mai 1864).

## Schlachten und Feldzüge
- Halbinsel-Feldzug (McClellan)
- Maryland-Feldzug (McClellan)
  - Schlacht am South Mountain
  - Schlacht am Antietam (Schlacht bei Sharpsburg)
  - Gefecht bei Shepherdstown
- Schlacht von Fredericksburg (Burnside)
- Schlacht bei Chancellorsville (Hooker)
- Gettysburg-Feldzug
  - Schlacht bei Brandy Station
  - Schlacht von Gettysburg (Meade; siehe auch Liste der Brigaden der Potomac-Armee in der Schlacht von Gettysburg)
- Mine Run-Feldzug (Meade)
- Überland-Feldzug (Meade)
  - Schlacht in der Wilderness (Meade)
  - Schlacht bei Spotsylvania Court House (Meade)
  - Schlacht am North Anna (Meade)
  - Schlacht von Cold Harbor (Meade)
- Belagerung von Petersburg (Meade)
- Appomattox-Feldzug (Meade)

## Oberbefehlshaber
- Generalmajor George B. McClellan (8. März 1862 – 9. November 1862)
- Generalmajor Ambrose E. Burnside (9. November 1862 – 26. Januar 1863)
- Generalmajor Joseph „Fighting Joe“ Hooker (26. Januar – 28. Juni 1863)
- Generalmajor George G. Meade (28. Juni 1863 – 27. Juni 1865)